# Hybosoroides alluaudi
Hybosoroides alluaudi is een keversoort uit de familie Hybosoridae. De wetenschappelijke naam van de soort is voor het eerst geldig gepubliceerd in 1914 door Benderitter in Alluaud & Jeannel.